# Fernmeldeverkehr-Überwachungs-Verordnung
Die Fernmeldeverkehr-Überwachungs-Verordnung (FÜV) wurde im Herbst 1994 durch eine Initiative des damaligen hessischen Innenstaatssekretärs Heinz Fromm angestrebt.
Es sollte Fromms Ansicht nach stärker Einfluss auf die Systemhersteller genommen werden, damit für die Behörden (z. B. Bundeskriminalamt, Landeskriminalamt usw.) bereits bei der Entwicklung neuer Telekommunikationssysteme entsprechende Überwachungskomponenten mit vorgesehen werden. Eine Analyse der polizeilichen Bedürfnisse wurde von der AG Kripo der Innenministerkonferenz erarbeitet.
Von der Öffentlichkeit weitgehend unbemerkt verabschiedete das Bundeskabinett dann im Frühjahr 1995 die FÜV, die am 25. Mai 1995 in Kraft trat. Sie galt neben dem herkömmlichen Telefon zugleich auch für das ISDN der Telekom und für den Bereich der Computer-Mailboxen. Binnen eines Jahres mussten die Netzbetreiber die für eine Überwachung notwendigen technischen Voraussetzungen schaffen.
Folgende Anbietergruppen waren verpflichtet, durch Logdateien Kundendaten zu speichern und zur Verfügung zu stellen: Internet Service Provider (DSL, Webhosting- und E-Mail-Provider), Mobiltelefonnetz (GSM) uvm.
Die FÜV wurde am 22. Januar 2002 durch die Telekommunikations-Überwachungsverordnung ersetzt.